# Miniturismo
Se denomina miniturismo, mini-turismo o más coloquialmente escapada, a una modalidad particular del turismo basada en el recorrido o disfrute de determinadas localidades o atracciones por medio de viajes que en total insumen al viajero un tiempo limitado, sensiblemente menor al que se destina al turismo tradicional. El miniturismo representa una porción sustancial de las economías de muchas regiones, ciudades o pueblos.

## Generalidades
En el miniturismo la estada del viajero en el lugar turístico es de pocas noches, una, o incluso ninguna, regresando a su lugar de residencia habitual en el mismo día en que partió hacia el destino. Por esta razón, la fluida circulación del tránsito vehicular junto con el buen estado de las rutas y el correcto servicio de los medios de transporte públicos, son vitales para permitir una rápida llegada y salida del flujo de minituristas.
Es muy similar al turismo de fin de semana, sin embargo no está necesariamente circunscripto al sábado y/o domingo, ya que en el caso de personas retiradas laboralmente así como también en los períodos de vacaciones anuales, se realiza en cualquier día de la semana, si bien la estacionalidad segmentada a esos días o a los fines de semana largos es siempre muy marcada.
Este tipo de turismo es característico de localidades periféricas a grandes ciudades, puesto que estas últimas ofician como fuentes emisoras de turistas. Estos centros de convocatoria turística diseñan su oferta buscando seducir al viajero miniturista para satisfacerlo en su demanda de ocio, descanso y recreación, por lo cual presentan una prolífica oferta gastronómica, teniendo siempre el objetivo de que, por lo menos, pase una noche en el lugar receptivo.
Se intenta conformar productos con interés suficiente para generar y sustentar actividad turística de tiempo reducido, brindando productos y servicios actuales en posible conjunción con otros potencialmente aptos para los fines buscados. 
La mayor parte del movimiento de miniturismo se realiza por medios terrestres, automóviles particulares, transporte público de carretera, trenes y embarcaciones. Sin embargo, para aquellos que disponen de poco tiempo y medios suficientes, el avión permite ampliar la oferta de destinos.
Los atributos más frecuentes de las localidades miniturísticas van desde el destino de “Sol y playa” (balnearios), el de la pesca deportiva,
el de deportes náuticos, el miniturismo religioso, el miniturismo gastronómico o gourmet, el miniturismo terapéutico, el miniturismo histórico o cultural, etc. Un tipo particular de miniturismo está relacionado al ámbito rural, sustentado con estancias, restaurantes de campo, granjas educativas, etc.

## El miniturismo en el mundo

### Argentina
El mayor centro emisor de minituristas en el Cono Sur es la conurbación de Buenos Aires, con alrededor de 14 millones de habitantes. Infinidades de localidades distribuidas dentro de un radio de 100 o 200 km de dicha urbe usufructúan el flujo constante de personas que buscan lugares para su esparcimiento y descanso. De allí que algunas ciudades se hallan especializado en satisfacer determinado nicho de miniturista, dependiendo laboralmente buena parte de sus pobladores del mantenimiento sostenido del flujo de miniturismo.
- Tigre. Esta ciudad es posiblemente el más antiguo e importante destino de miniturismo para los habitantes de Buenos Aires. Su especialidad es la posibilidad de practicar deportes acuáticos y otros esparcimientos relacionados con el agua, en los innumerables ríos, arroyos y canales que se extienden a las puertas mismas de la ciudad, ya que allí desemboca el delta del Paraná. Destacan las prácticas de remo, motonáutica, esquí acuático, kayakismo, pesca deportiva, kitesurf, windsurf, jet-ski, etc.[25][26]

- San Nicolás de los Arroyos. Esta ciudad se especializó en miniturismo religioso para la visita de peregrinos a la Virgen del Rosario de San Nicolás y el santuario que la aloja. Si bien se ubica a 230 km de Buenos Aires, ambas ciudades están unidas por una autopista multitrocha: la Ruta Nacional 9, un ramal de la Carretera Panamericana.[27][28]

- Junín. Esta ciudad se especializó en el miniturismo de la pesca del pejerrey en la laguna de Gómez.[29]

- San Clemente del Tuyú. Si bien es una tradicional ciudad balnearia, paralelamente se especializó en el miniturismo de parques marinos, al ser la sede de Mundo Marino el oceanario más importante de Sudamérica. Algunos tours parten en micros desde Buenos Aires al solo efecto de visitar dicha atracción, regresando el mismo día.[30][31]

- Tomás Jofré. Esta pequeña localidad de menos de 200 habitantes y sin estar sobre una ruta transitada es el asiento de decenas de restaurantes ya que logró especializarse en el miniturismo gastronómico.[32]

Otras pequeñas localidades que explotan el mismo nicho son Uribelarrea y Carlos Keen. 
- Balcarce. Esta ciudad se ha especializado en el turismo cultural, específicamente el centrado en la visita al Museo del automovilismo "Juan Manuel Fangio", facilitado por ser cuna del múltiple campeón. Si bien por su lejanía es menor el flujo directo de minituristas que arriban desde la ciudad de Buenos Aires, se compensa al recibir minituristas de la cercana ciudad de Mar del Plata a los que se les suman los de otras ciudades balnearias del litoral marítimo (Necochea, Pinamar, Villa Gesell, etc.).[33]

- San Antonio de Areco. Esta ciudad se ha especializado en el turismo cultural, específicamente el relacionado al gaucho, facilitado por ser cuna del poeta y novelista Ricardo Güiraldes, el autor de Don Segundo Sombra y sede del Parque Criollo Ricardo Güiraldes y Museo Gauchesco.[34]

- Colonia del Sacramento. Esta ciudad uruguaya recibe un enorme flujo de miniturismo originado en la ciudad de Buenos Aires (la cual está situada justo en la costa opuesta del Río de la Plata), no solo en los que allí residen sino también en “escapas” de turistas que pasan un tiempo prolongada allí, ya que el destino coloniense se encuentra a solo una hora de navegación en los transportes públicos. Se ha especializado en el miniturismo histórico, relacionado con su rico pasado colonial, perfectamente conservado.[35]

Otras ciudades
Otras ciudades combinan distintas modalidades, por ejemplo Luján es un importante centro de miniturismo religioso y cultural (en el primer caso por ser sede de la virgen Nuestra Señora de Luján alojada en la basílica homónima y en segundo por el Complejo Museográfico Provincial «Enrique Udaondo»); también son importantes centros de miniturismo Chascomús, Tandil, etc.